# Cá voi lưng gù
Cá voi lưng gù (danh pháp hai phần: Megaptera Novaeangliae) là một loài cá voi tấm sừng hàm. Là một loài cá voi lớn, nó có chiều dài từ 12,5–16,5 mét (41–54 ft) và cân nặng khoảng 30-50 tấn. Cá voi lưng gù có một hình dạng cơ thể đặc biệt, vây ngực dài khác thường và đầu có u. Nó là một con vật nhào lộn, thường trồi lên mặt nước. Con đực tạo ra bài hát phức tạp, kéo dài từ 10 đến 20 phút và được lặp đi lặp lại trong nhiều giờ tại một thời điểm. Mục đích của bài hát là chưa rõ ràng, mặc dù nó xuất hiện để có một vai trò quan trọng trong giao phối.
Loài này được tìm thấy trong đại dương và biển trên toàn thế giới, cá voi lưng gù thường di chuyển khoảng cách lên đến 25.000 kilômét (16.000 mi) mỗi năm. Cá voi lưng gù chỉ ăn ở vùng cực vào mùa hè và di cư đến các vùng nước nhiệt đới và cận nhiệt đới để giao phối và sinh sản vào mùa đông. Trong mùa đông, cá voi lưng gù nhịn ăn và tiêu dần số mỡ dự trữ. Chế độ ăn của cá voi lưng gù gồm có động vật thân mềm và cá.

## Phân loại
Mặc dù có liên quan đến những con cá voi khổng lồ của các chi Balaenoptera, cá voi lưng gù là thành viên duy nhất trong chi Megaptera của nó. Gần đây, việc phân tích trình tự DNA đã chỉ ra cá voi lưng gù có liên quan chặt chẽ với một số loài cá voi nhất định, đặc biệt là cá voi vây (B. physalus) và cả cá voi xám (Eschrichtius robustus).
Cá voi lưng gù lần đầu tiên được xác định bởi Mathurin Jacques Brisson vào năm 1756. Năm 1781, Georg Heinrich Borowski mô tả về loài này, chuyển tên gọi Brisson của nó sang tiếng Latinh, Balaena Novaeangliae. Năm 1804, Lacépède xếp cá voi lưng gù vào chi Balaenidae, đổi tên nó thành B.Jubartes. Năm 1846, John Edward công bố chi Megaptera, phân loại cá voi lưng gù vào chi này và đổi tên là Megaptera Longipinna, nhưng vào năm 1932, Remington Kellogg sửa tên loài thành Megaptera Novaeangliae. Tên gọi "cá voi lưng gù" thông thường của chúng có nguồn gốc từ cái lưng cong khi lặn. Tên chi Megaptera là từ tiếng Hy Lạp, có nghĩa là "cánh khổng lồ" nhằm nói đến hai chân chèo lớn phía trước của nó.
Nghiên cứu di truyền vào giữa năm 2014 bởi các nhà khảo sát Nam Cực của Anh xác nhận rằng các quần thể cá voi lưng gù ở Bắc Đại Tây Dương, Bắc Thái Bình Dương và Nam Đại Dương có nhiều khác biệt so với suy nghĩ trước đây. Một số nhà sinh vật học tin rằng chúng chia thành các phân loài riêng biệt và đang phát triển một cách độc lập với nhau.

### Kích thước
Con đực trưởng thành hoàn toàn trung bình 13–14 m (43–46 ft). Con cái lớn hơn một chút ở độ cao 15–16 m (49–52 ft); một mẫu vật lớn được ghi nhận dài 19 m (62 ft) và có vây ngực dài 6 m (20 ft) mỗi vây.  Con cá voi lưng gù lớn nhất được ghi nhận, theo hồ sơ săn cá voi, là một con cái bị giết ở Caribê; nó dài 27 m (89 ft) với trọng lượng 90 mét tấn (99 tấn ngắn), mặc dù độ tin cậy của những dữ liệu cực kỳ không điển hình này là không thể xác nhận.  Con lớn nhất mà các nhà khoa học của Ủy ban Khám phá đo được là một con cái và một con đực ở độ cao lần lượt là 14,9 và 14,75 m (48,9 và 48,4 ft), mặc dù con số này nằm ngoài kích thước mẫu chỉ 63 con cá voi. Khối lượng cơ thể thường nằm trong khoảng 25–30 tấn (28–33 tấn ngắn), với những mẫu vật lớn nặng hơn 40 tấn (44 tấn ngắn).

### Vây
Cho ăn khi bị bao vây bởi những người chèo thuyền kayak ở Port San Luis gần Avila (California, Mỹ)
Vây đuôi trắng đen dài có thể dài tới 1/3 chiều dài thân.
Một số giả thuyết cố gắng giải thích vây ngực của lưng gù, đây là vây dài nhất của bất kỳ loài giáp xác nào. Khả năng cơ động cao hơn nhờ các vây dài và tính hữu ích của việc tăng diện tích bề mặt để kiểm soát nhiệt độ khi di cư giữa các vùng khí hậu ấm và lạnh có thể đã hỗ trợ sự thích nghi này. Những chiếc vây ngực rất dài và nặng với một hàng núm giống như đốt ngón tay dọc theo mép trước của chúng là vũ khí hữu hiệu trong cuộc đối đầu với cá voi sát thủ.  Bò lưng gù thường bảo vệ các động vật khác trước sự tấn công của kẻ thù; Ví dụ, chúng được quan sát thấy can thiệp để bảo vệ một con cá voi xám vừa bị cá voi sát thủ giết chết. Các đeo mục kỉnh, sắc nét-dồn vào đường cùng lớn Coronula Diadema thường gắn ở đó, thêm một tương đương tự nhiên của knuckledusters.

### Nhận dạng cá nhân
Các hoa văn khác nhau trên các con sán đuôi giúp phân biệt từng con. Việc xác định được thực hiện bằng cách so sánh số lượng màu trắng và màu đen và các vết sẹo trên sán. Những con cá voi lưng gù sau đó được đánh số danh mục. Một nghiên cứu sử dụng dữ liệu từ năm 1973 đến năm 1998 về cá voi ở Bắc Đại Tây Dương đã cung cấp cho các nhà nghiên cứu thông tin chi tiết về thời gian mang thai, tốc độ tăng trưởng và thời kỳ đẻ, cũng như cho phép dự đoán dân số chính xác hơn bằng cách mô phỏng kỹ thuật đánh dấu thả-bắt lại.  Một danh mục ảnh về tất cả các loài cá voi Bắc Đại Tây Dương đã biết đã được phát triển trong thời kỳ này và được duy trì bởi Trường Đại học Đại Tây Dương.  Các dự án nhận dạng ảnh tương tự hoạt động trên khắp thế giới.

## Hành vi

### Lịch sử và sao chép
Các nghi thức lịch sự diễn ra trong những tháng mùa đông, sau khi di cư về phía xích đạo từ các khu kiếm ăn vào mùa hè gần các cực hơn. Cạnh tranh thường rất khốc liệt. Những con đực không liên quan, được mệnh danh là người hộ tống, thường xuyên theo dõi con cái, cũng như các cặp bê con. Con đực tập hợp thành các nhóm cạnh tranh xung quanh một con cái và đấu tranh giành quyền giao phối với cô ấy.  Quy mô nhóm lớn và đổ về khi những con đực rút lui không thành công và những con khác đến. Hành vi vi phạm bao gồm, spyhopping, lob-tailing, đuôi-tát, ngực vây-tát, cuống ném, sạc và parrying.
Bài hát của cá voi được cho là có vai trò quan trọng trong việc gây ra động dục ở cá cái  và trong việc lựa chọn bạn đời; tuy nhiên, nó cũng có thể được sử dụng giữa các con đực để thiết lập sự thống trị.  Cá voi lưng gù là loài đa tình, với một con cái có nhiều bạn tình đực trong suốt cuộc đời của mình. 
Cá voi lưng gù cái với con bê của mình
Con cái thường sinh sản hai hoặc ba năm một lần. Thời gian mang thai là 11,5 tháng. Những tháng cao điểm để sinh là tháng Giêng và tháng Hai ở Bắc bán cầu, tháng bảy và tháng tám ở Nam bán cầu. Con cái đợi từ một đến hai năm trước khi sinh sản trở lại. Nghiên cứu gần đây về DNA ty thể cho thấy rằng các nhóm sống gần nhau có thể đại diện cho các nhóm sinh sản riêng biệt.  ca sinh nở của cá voi lưng gù hiếm khi được quan sát thấy. Một ca sinh nở ngoài khơi Madagascar đã xảy ra trong vòng bốn phút.  Cá voi lưng gù được biết đến là loài lai tạo với các loài cá voi khác; có một báo cáo được ghi chép đầy đủ về một con lai giữa cá voi lưng gù và cá voi xanh ở Nam Thái Bình Dương.

### Tương tác giữa các loài
Cá voi lưng gù là một loài thân thiện tương tác với các loài động vật giáp xác khác như cá heo mũi chai. Cá voi bên phải tương tác với cá voi lưng gù.  Những hành vi này đã được ghi lại ở tất cả các đại dương.  Các ghi chép về cá voi lưng gù và cá voi lưng phải nam thể hiện những gì được hiểu là hành vi giao phối đã được ghi lại ngoài khơi bờ biển Mozambique  và Brazil.  Cá voi lưng gù xuất hiện trong các nhóm hỗn hợp với các loài khác, chẳng hạn như cá nhà táng xanh, vây, minke, xám và cá nhà táng.  Tương tác với xám, vây, và cá voi bên phải đã được quan sát. Các nhóm nghiên cứu đã quan sát thấy một con cá voi lưng gù đực hát một loại bài hát không xác định và tiếp cận một con cá voi vây ở Rarotonga vào năm 2014.  Một cá thể được quan sát đang chơi với một con cá heo mũi chai ở vùng biển Hawaii.  Sự cố cá voi lưng gù bảo vệ các động vật khác như hải cẩu và các loài cá voi khác khỏi cá voi sát thủ đã được ghi lại và quay phim. Các nghiên cứu về những sự cố như vậy chỉ ra rằng hiện tượng này có quy mô toàn loài và toàn cầu, với các sự cố được ghi nhận tại nhiều địa điểm khác nhau trên thế giới. Vào tháng 9 năm 2017 tại Rarotonga, Quần đảo Cook, nhà nghiên cứu sinh vật học cá voi và lặn với ống thở Nan Hauser đã báo cáo rằng hai con cá voi lưng gù trưởng thành đã bảo vệ cô khỏi một con cá mập hổ dài 4,5 m (15 ft), với một con cá voi đẩy cô ra khỏi con cá mập trong khi con còn lại dùng nó đuôi để chặn bước tiến của cá mập.

### Bài hát
Quang phổ về giọng hát của cá voi lưng gù: chi tiết được hiển thị trong 24 giây đầu tiên của bản ghi âm "Hát trên lưng gù" dài 37 giây. Trong bản ghi âm này, các "bài hát" của cá voi thanh tao được nghe trước và sau một loạt các "nhấp chuột" giao tiếp ở giữa.
Cả cá voi lưng gù đực và cái đều phát ra âm thanh, nhưng chỉ cá đực tạo ra "bài hát" dài, to và phức tạp mà loài này nổi tiếng. Mỗi bài hát bao gồm một số âm thanh trong một thấp đăng ký, thay đổi trong biên độ và tần số và thường kéo dài 10-20 phút.  Các cá nhân có thể hát liên tục trong hơn 24 giờ. Động vật giáp xác không có dây thanh âm, thay vào đó, chúng tạo ra âm thanh thông qua một cấu trúc giống như thanh quản được tìm thấy trong cổ họng, cơ chế của nó vẫn chưa được xác định rõ ràng. Cá voi không phải thở ra để tạo ra âm thanh.
Cá voi trong một khu vực rộng lớn hát một bài hát. Tất cả những con lưng gù ở Bắc Đại Tây Dương hát cùng một bài hát, trong khi những con ở Bắc Thái Bình Dương hát một bài khác. Bài hát của mỗi quần thể thay đổi từ từ trong khoảng thời gian nhiều năm mà không lặp lại.
Các nhà khoa học không chắc chắn về mục đích của các bài hát của cá voi. Chỉ những con đực mới hót, cho thấy một mục đích là để thu hút con cái hoặc gây động dục ở con cái.  Tuy nhiên, nhiều con cá voi được quan sát để tiếp cận ca sĩ là những con đực khác, thường dẫn đến xung đột. Do đó, ca hát có thể là một thách thức đối với những con đực khác.  Một số nhà khoa học đã đưa ra giả thuyết rằng bài hát có thể phục vụ chức năng định vị bằng tiếng vang.  Trong mùa kiếm ăn, cá lưng gù phát ra tiếng kêu không liên quan để lùa cá vào lưới bong bóng của chúng.
Cá voi lưng gù tạo ra những âm thanh khác để giao tiếp, chẳng hạn như càu nhàu, rên rỉ, khịt mũi và sủa.

### Thở
Cá voi là động vật có vú thở bằng không khí phải nổi lên để lấy không khí cần thiết. Vây lưng mập mạp có thể nhìn thấy ngay sau cú đánh (thở ra) khi cá voi nổi lên, nhưng biến mất vào thời điểm những con sán nổi lên. Cá lưng gù có một bụi rậm hình trái tim dài 3 m (9,8 ft) xuyên qua các lỗ thổi. Nhìn chung chúng không ngủ trên bề mặt mà chúng phải tiếp tục thở. Có thể chỉ một nửa bộ não của họ ngủ cùng một lúc, với một nửa quản lý quá trình lặn trên bề mặt mà không đánh thức nửa kia.

### Di chuyển
Các mô hình di cư và tương tác xã hội đã được khám phá trong những năm 1960,  và bằng các nghiên cứu sâu hơn vào năm 1971.  Calambokidis et al. cung cấp "đánh giá định lượng đầu tiên về cấu trúc di cư của cá voi lưng gù trong toàn bộ lưu vực Bắc Thái Bình Dương."

## Phạm vi và môi trường sống
Cá lưng gù sinh sống ở tất cả các đại dương lớn, trong một dải rộng chạy từ rìa băng Nam Cực đến vĩ độ 81 ° N. Bốn quần thể toàn cầu là quần thể Bắc Thái Bình Dương, Đại Tây Dương, Nam Đại Dương và Ấn Độ Dương. Các quần thể này là khác biệt. Mặc dù loài này có sự phân bố theo vùng quốc tế và thường không được coi là vượt qua đường xích đạo, nhưng các quan sát theo mùa tại Cape Verde cho thấy có thể có sự tương tác giữa các quần thể từ cả hai bán cầu.  Ngoài nhóm Biển Ả Rập, sự hiện diện quanh năm đã được xác nhận giữa các vùng biển của Anh và Na Uy.  Các khu vực trú đông trên toàn cầu chưa được nghiên cứu kỹ lưỡng hoặc chưa được phát hiện, chẳng hạn như xung quanh quần đảo Pitcairn, Quần đảo Bắc Mariana (ví dụ Marpi  và CK Reefs vùng phụ cận với Saipan), Quần đảo Volcano, Vịnh Pasaleng, Trindade và Martin Vaz, Mauritius, và Aldabra.
Cá voi từng không phổ biến ở Địa Trung Hải và Biển Baltic, nhưng đã tăng cường sự hiện diện của chúng ở cả hai vùng biển khi quần thể toàn cầu phục hồi. Sự gia tăng gần đây trong lưu vực Địa Trung Hải, bao gồm cả việc nhìn thấy lại, cho thấy rằng nhiều cá voi hơn có thể di cư vào biển nội địa trong tương lai, không chỉ để trú đông mà còn để kiếm ăn.  Cá lưng gù cũng đang có dấu hiệu mở rộng trở lại các dãy cũ, chẳng hạn như Scotland,  Skagerrak và Kattegat,  cũng như các vịnh hẹp Scandinavia như Kvænangen, nơi chúng đã không được quan sát thấy trong nhiều thập kỷ.
Ở Bắc Đại Tây Dương, các khu vực kiếm ăn trải dài từ Scandinavia đến New England. Sự sinh sản xảy ra ở Caribê và Cape Verde.  Ở Nam Đại Tây Dương và Ấn Độ Dương, cá voi có thể sinh sản ở ngoài khơi Brazil, cũng như các bờ biển trung, nam và đông nam châu Phi (bao gồm cả Madagascar).  chuyến thăm của cá voi vào Vịnh Mexico không thường xuyên, nhưng đã xảy ra ở vùng vịnh này trong lịch sử.  Ở Nam Đại Tây Dương, khoảng 10% dân số thế giới của loài này có thể di cư đến Vịnh Guinea. So sánh các bài hát ở Cape Lopez và Abrolhos Archipelagochỉ ra rằng sự giao thoa xuyên Đại Tây Dương giữa các nhóm dân cư phía tây và đông nam xảy ra.
Một lượng lớn dân cư trải rộng trên quần đảo Hawaii vào mỗi mùa đông, từ đảo Hawaii ở phía nam đến đảo san hô Kure ở phía bắc.  Những con vật này kiếm ăn ở các khu vực từ bờ biển California đến Biển Bering.  Cá voi lưng gù lần đầu tiên được quan sát thấy ở vùng biển Hawaii vào giữa thế kỷ 19 và có thể đã chiếm ưu thế so với cá voi lưng phải Bắc Thái Bình Dương, vì cá voi lưng phải bị săn đuổi đến mức gần như tuyệt chủng.
Một nghiên cứu năm 2007 đã xác định bảy cá thể trú đông ngoài khơi bờ biển Thái Bình Dương của Costa Rica đã đi từ Nam Cực - khoảng 8.300 km (5.200 dặm). Được xác định bởi các kiểu đuôi độc đáo của chúng, những con vật này đã thực hiện cuộc di cư dài nhất được ghi nhận là động vật có vú.  Tại Úc, hai quần thể di cư chính đã được xác định, ngoài khơi bờ biển phía tây và phía đông. Hai quần thể này là khác biệt, chỉ có một vài con cái trong mỗi thế hệ lai giữa hai nhóm.
Ở Panama và Costa Rica, cá voi lưng gù đến từ cả Nam bán cầu (tháng 7 - tháng 10 với hơn 2.000 con) và Bắc bán cầu (tháng 12 - tháng 3 với số lượng khoảng 300 con).  quần thể Nam Thái Bình Dương di cư ngoài lục địa New Zealand, Quần đảo Kermadec và Tasmania đang tăng lên, nhưng ít nhanh hơn ở vùng biển Australia do Liên Xô đánh bắt cá voi trái phép trong những năm 1970.
Một số môi trường sống tái tạo đã được xác nhận, đặc biệt là ở Bắc và Nam Đại Tây Dương (ví dụ như bờ biển Anh và Ailen, eo biển Anh)  đến các bờ biển ở phía bắc như Biển Bắc và Biển Wadden, nơi lần đầu tiên nhìn thấy được xác nhận kể từ năm 1755 được thực hiện ở 2003,  Nam Thái Bình Dương (ví dụ như các bờ biển của New Zealand và Niue), các hòn đảo nổi của Chile như Isla Salas y Gómez và Đảo Phục Sinh, nơi đã xem xét các khả năng về các khu trú đông không có giấy tờ,  chúa phía nam Chile và Peru (ví dụ như Vịnh Penas, eo biển Magellan,Beagle Channel)  và ở châu Á, chẳng hạn như ở Philippines, quần đảo Babuyan, Cagayan (tỷ lệ tử vong của loài hiện đại đầu tiên trên toàn quốc là vào năm 2007),  Calayan  và Vịnh Pasaleng, quần đảo Ryukyu, Quần đảo Núi lửa ở Nhật Bản, Quần đảo Bắc Mariana gần đây  lại trở thành những nơi trú đông ổn định / đang phát triển trong khi Quần đảo Marshall,  Việt Nam, Đài Loan và Trung Quốcbờ biển phục hồi chậm hoặc không rõ ràng.  Vào năm 2020, một con cá voi được phát hiện lang thang tại sông Saint Lawrence ở Montreal  và một con Migaloo ở vùng biển Úc.

### Ở Châu Á
Cảnh tượng hiếm thấy ở Sri Lanka.
Cá voi lại di cư ra khỏi quần đảo Nhật Bản và vào Biển Nhật Bản. Mối liên hệ giữa những đàn cá voi này và những con cá voi được nhìn thấy ở Biển Okhotsk, trên các bờ biển Kamchatka và xung quanh Quần đảo Commander đã được nghiên cứu.  phân bố mùa đông trong lịch sử có thể rộng hơn và phân bố nhiều hơn về phía nam, vì cá voi được nhìn thấy ở các khu vực dọc theo Biển Batanes, Sulu và Celebes bao gồm ngoài khơi Palawan, Luzon, Malaysia và Mindanao, với mật độ cao hơn xung quanh Mũi Eluanbi ngày nay vàVườn quốc gia Kenting.  lần nhìn thấy chưa được xác nhận đã được báo cáo gần Borneo vào thời hiện đại.  Xác nhận đầu tiên ở Đài Loan hiện đại là về một cặp ngoài khơi Hoa Liên vào năm 1994, tiếp theo là cuộc chạy trốn thành công khỏi bị vướng ở Đài Đông vào năm 1999,  và liên tục nhìn thấy xung quanh Đảo Orchid vào năm 2000.  Một số ít / không ai thường xuyên di cư. vào Công viên Quốc gia Kenting.  Ngoài ra, mặc dù việc nhìn thấy được báo cáo gần như hàng năm ở ngoài khơi Quần đảo Green và Orchid, thời gian lưu trú tương đối ngắn ở vùng biển này cho thấy sự phục hồi do không xảy ra kiếm ăn vào mùa đông. nhìn thấy, bao gồm cả một cặp bê con, đã xảy ra dọc theo bờ biển phía đông Đài Loan.  Xung quanh Hồng Kông, hai vụ nhìn thấy được ghi lại trong tài liệu đã được ghi lại vào năm 2009 và năm 2016. Một trong những lầnnhìn thấy được ghi nhậnđầu tiên ở Hoàng Hải là của một nhóm 3 người hoặc 4 cá thể, bao gồm cả một cặp bò / bê ở huyện Changhai vào tháng 10 năm 2015.
Kể từ tháng 11 năm 2015, cá voi tập trung quanh Hachijō-jima, xa về phía bắc so với các khu vực sinh sản được biết đến ở quần đảo Bonin. Tất cả các hoạt động sinh sản ngoại trừ việc sinh đẻ đã được xác nhận vào tháng 1 năm 2016. Điều đó làm cho Hachijo-jima trở thành nơi sinh sản ở cực bắc trên thế giới,  về phía bắc của các khu sinh sản như Amami Ōshima, Đảo Midway,  và Bermuda.

### Biển Ả Rập
Một dân số không di cư ở Biển Ả Rập vẫn ở đó quanh năm.  Các cuộc di cư hàng năm điển hình hơn bao phủ tới 25.000 km (16.000 mi), khiến nó trở thành một trong những loài động vật có vú đi du lịch nhiều nhất. Các nghiên cứu di truyền và khảo sát trực quan chỉ ra rằng nhóm Ả Rập là nhóm bị cô lập nhất trong tất cả các nhóm lưng gù và là nhóm có nguy cơ tuyệt chủng cao nhất, số lượng có thể ít hơn 100 loài.  Trong Biển Ả Rập, Đảo Masirah và Vịnh Masirah, Quần đảo Halaniyat và Vịnh Kuria Muria là những điểm nóng của loài này.
Cá voi trong lịch sử thường phổ biến ở các vùng nước lục địa và cận biên như quần đảo Hallaniyat,  dọc theo bờ biển Ấn Độ, Vịnh Ba Tư  và Vịnh Aden, và những cuộc di cư gần đây vào vùng vịnh bao gồm cả các cặp bê con.  Không biết liệu những con cá voi được nhìn thấy ở Biển Đỏ có nguồn gốc từ quần thể này hay không,  tuy nhiên việc nhìn thấy đã tăng lên kể từ năm 2006 ngay cả ở phần phía bắc của biển như ở Vịnh Aqaba. Các cá nhân có thể đến Maldives, Sri Lanka hoặc xa hơn về phía đông. Những người bị gù lưng đã được coi là khá lang thang ở Vịnh Ba Tư, tuy nhiên các nghiên cứu mới cho thấy có thể mong đợi sự xuất hiện thường xuyên hơn.
Nguồn gốc của cá voi xuất hiện ở Maldives không rõ ràng từ các quần thể Ả Rập hay nam Thái Bình Dương, và có thể có sự trùng lặp.

## Cho ăn và động vật ăn thịt
Cá lưng gù kiếm ăn chủ yếu vào mùa hè và sống nhờ chất béo dự trữ trong mùa đông.  Chúng chỉ kiếm ăn hiếm khi và có cơ hội ở vùng biển trú đông của chúng. Cá voi lưng gù là một thợ săn tràn đầy năng lượng, lấy nhuyễn thể và cá học nhỏ như vị thành niên Đại Tây Dương và cá hồi Thái Bình Dương, cá trích, cá ốt vảy và lance cát Mỹ, cũng như Đại Tây Dương cá thu, cá minh thái, cá tuyết chấm đen và Đại Tây Dương mòi dầu ở Bắc Đại Tây Dương. Chúng đã được ghi nhận là kiếm ăn cơ hội gần các trại sản xuất cá giống ở Đông Nam Alaska, ăn cá hồi được thả từ trại giống.  Nhuyễn thể và động vật chân chèo là những loài săn mồi ở vùng biển Úc và Nam Cực.  lưng gù săn mồi bằng cách tấn công trực tiếp hoặc bằng cách làm choáng con mồi bằng cách đập vào mặt nước bằng vây ngực hoặc sán.

### Lưới bong bóng
Bài chi tiết: Nuôi bằng lưới bong bóng
Cá voi lưng gù có số lượng săn mồi đa dạng nhất trong tất cả các loài cá voi tấm sừng hàm.  Kỹ thuật phát minh nhất của nó được gọi là cho ăn bằng lưới bong bóng; một đàn cá voi bơi trong một vòng tròn thu nhỏ thổi bong bóng bên dưới một trường săn mồi. Vòng bong bóng co lại bao quanh ngôi trường và giới hạn nó trong một hình trụ ngày càng nhỏ hơn. Vòng này có thể bắt đầu có đường kính gần 30 m (98 ft) và có sự hợp tác của hàng chục loài động vật. Sử dụng một camera hành trình gắn trên lưng cá voi, các nhà nghiên cứu phát hiện ra rằng một số con cá voi thổi bong bóng, một số lặn sâu hơn để lùa cá lên mặt nước và những con khác lùa con mồi vào lưới bằng cách kêu. Những con cá voi sau đó bất ngờ bơi ngược lên qua "lưới", miệng há hốc mồm, nuốt chửng hàng nghìn con cá trong một ngụm. Sau đó, nước được vắt ra qua các tấm lá sừng trong miệng để lọc bỏ con mồi.
Cái gọi là cho ăn tôm hùm đã được quan sát thấy ở Bắc Đại Tây Dương. Kỹ thuật này bao gồm việc cá voi dùng đuôi vỗ mạnh vào bề mặt đại dương từ một đến bốn lần trước khi tạo ra lưới bong bóng.  Sử dụng phân tích khuếch tán dựa trên mạng lưới, các tác giả nghiên cứu lập luận rằng những con cá voi này đã học được hành vi từ những con cá voi khác trong nhóm trong khoảng thời gian 27 năm để phản ứng với sự thay đổi hình thức săn mồi chính.

### Cá voi sát thủ và cá mập săn mồi
Những vết sẹo có thể nhìn thấy cho thấy cá voi sát thủ (orcas) có thể săn mồi khi chưa trưởng thành lưng gù, mặc dù việc săn bắn gần đây chưa bao giờ được chứng kiến và các cuộc tấn công được cho là hời hợt trong tự nhiên.  Tuy nhiên, một nghiên cứu năm 2014 ngoài khơi Tây Úc  quan sát thấy rằng khi có số lượng lớn, những con lưng gù non có thể bị tấn công và đôi khi bị giết bởi orcas. Hơn nữa, các bà mẹ và người lớn (có thể có liên quan) hộ tống trẻ sơ sinhđể ngăn chặn sự săn mồi như vậy. Gợi ý là khi cá lưng gù gần như tuyệt chủng trong kỷ nguyên săn bắt cá voi, lũ Orcas đã quay sang con mồi khác, nhưng hiện đang tiếp tục hoạt động cũ của chúng. Cũng có bằng chứng cho thấy cá voi lưng gù sẽ chống lại hoặc tấn công cá voi sát thủ đang tấn công bê con hoặc con non cũng như các thành viên của các loài khác.  Những con cá mập trắng khổng lồ là một động vật ăn thịt khẳng định con cá voi lưng gù. Vào năm 2020, các nhà sinh học biển Dines và Gennari et al., đã công bố một sự việc được ghi lại mà họ đã ghi lại vào năm 2019 trên tạp chí "Nghiên cứu Biển và Nước ngọt" về một nhóm cá mập trắng lớn có hành vi giống như một bầy để tấn công và giết chết một con cá voi lưng gù trưởng thành còn sống. Những con cá mập đã sử dụng chiến lược tấn công cổ điển mà chúng đã sử dụng đối với các loài có vòi như hải cẩu và sư tử biển khi tấn công cá voi, thậm chí sử dụng chiến thuật cắn và nhổ chúng sử dụng đối với những con mồi nói trên. Vụ việc là tài liệu đầu tiên được biết đến về việc người da trắng lớn chủ động giết một con cá voi tấm sừng hàm lớn và là tài liệu đầu tiên được biết đến về một con cá voi lưng gù còn sống trở thành nạn nhân của loài cá mập này. Một vụ việc thứ hai liên quan đến việc cá mập trắng lớn giết chết cá voi lưng gù đã được ghi nhận ở ngoài khơi Nam Phi. Con cá mập được ghi lại đã xúi giục vụ tấn công là một con cái có biệt danh "Helen". Làm việc một mình, con cá mập tấn công một con cá voi lưng gù cao 33 ft (10 m) bằng cách tấn công vào đuôi của con cá voi này để làm tê liệt và chảy máu con cá voi trước khi nó tìm cách dìm con cá voi bằng cách cắn vào đầu và kéo nó xuống nước. Cuộc tấn công đã được chứng kiến qua máy bay không người lái của nhà sinh vật biển Ryan Johnson, người cho biết cuộc tấn công diễn ra trong khoảng 50 phút trước khi con cá mập giết thành công con cá voi. Johnson cho biết thêm rằng con cá mập có thể đã lập chiến lược tấn công của mình để giết một con vật lớn như vậy, và có thể đã có kinh nghiệm tấn công những con giáp xác lớn như vậy trước đó.

## Mối quan hệ với con người

### Cá voi
Cá voi lưng gù bị săn bắt ngay từ thế kỷ 18. Vào thế kỷ 19, nhiều quốc gia (đặc biệt là Hoa Kỳ) đang săn bắt loài động vật này nhiều ở Đại Tây Dương và ở mức độ thấp hơn ở Ấn Độ Dương và Thái Bình Dương. Sự ra đời vào cuối thế kỷ 19 của chiếc lao công nổ đã cho phép những người săn bắt cá voi đẩy nhanh tiến độ của họ. Điều này cùng với việc săn bắt ở Nam Cực bắt đầu từ năm 1904 đã làm giảm mạnh quần thể cá voi. Trong suốt thế kỷ 20, hơn 200.000 người bị gù lưng đã được thực hiện, làm giảm hơn 90% dân số toàn cầu. Các quần thể Bắc Đại Tây Dương giảm xuống còn 700 cá thể.

#### Cấm
Năm 1946, Ủy ban đánh bắt cá voi quốc tế (IWC) được thành lập để giám sát ngành công nghiệp này. Họ áp đặt các quy định săn bắn và tạo ra các mùa săn bắn. Để ngăn chặn sự tuyệt chủng, IWC đã cấm săn bắt cá voi lưng gù vì mục đích thương mại vào năm 1966. Vào thời điểm đó, quần thể cá voi đã giảm xuống còn khoảng 5.000 con.  Lệnh cấm vẫn có hiệu lực kể từ năm 1966.
Trước khi đánh bắt cá voi thương mại, quần thể có thể lên tới 125.000 con. Riêng khu vực Bắc Thái Bình Dương giết người ước tính là 28.000.  Liên Xô cố tình ghi chép lại sản lượng khai thác của mình một cách cố ý; Liên Xô báo cáo đánh bắt được 2.820 con từ năm 1947 đến năm 1972, nhưng con số thực là hơn 48.000 con.
Kể từ năm 2004, việc săn bắn bị hạn chế đối với một vài loài động vật mỗi năm ngoài khơi đảo Bequia thuộc vùng Caribe thuộc quốc gia St. Vincent và Grenadines.  Việc khai thác được cho là không đe dọa đến người dân địa phương. Nhật Bản đã lên kế hoạch giết 50 con bò gù trong vụ 2007/08 theo chương trình nghiên cứu JARPA II của mình. Thông báo đã làm dấy lên các cuộc phản đối toàn cầu.  Sau chuyến thăm Tokyo của chủ tịch IWC đề nghị người Nhật hợp tác phân loại sự khác biệt giữa các quốc gia ủng hộ và chống cá voi trong ủy ban, hạm đội săn cá voi Nhật Bản đã đồng ý không nhận cá voi lưng gù trong suốt hai năm. sẽ cần để đạt được một thỏa thuận chính thức.
Năm 2010, IWC đã cho phép người dân bản địa của Greenland săn một vài con cá voi lưng gù trong ba năm sau đó.
Tại Nhật Bản, cá voi lưng gù, cá voi minke, cá nhà táng và nhiều loài Odontoceti nhỏ hơn khác, bao gồm các loài cực kỳ nguy cấp như cá voi trơn Bắc Thái Bình Dương, cá voi xám và cá voi vây phương bắc, đã trở thành mục tiêu của các vụ đánh bắt bất hợp pháp. Những người đi săn sử dụng lao công để săn cá heo hoặc cố tình lùa cá voi vào lưới, báo cáo chúng là trường hợp vướng vào lưới. Thịt gù có thể tìm thấy ở các chợ. Trong một trường hợp, những con cá voi lưng gù với số lượng không xác định đã bị săn bắt bất hợp pháp trong các Vùng Kinh tế Đặc quyền của các quốc gia chống săn bắt cá voi như ngoài khơi Mexico và Nam Phi.

### Ngắm cá voi
Lưng gù vi phạm gần bờ biển
Ngắm cá voi là hoạt động giải trí khi quan sát những con cá lưng gù trong tự nhiên. Những người tham gia quan sát từ trên bờ hoặc trên thuyền du lịch. Những đứa trẻ lưng gù thường tò mò về những đồ vật ở gần. Một số cá nhân, được gọi là "giao hữu", tiếp cận gần thuyền quan sát cá voi, thường ở dưới hoặc gần thuyền trong nhiều phút. Bởi vì cá lưng gù thường dễ tiếp cận, tò mò, dễ nhận dạng cá nhân và thể hiện nhiều hành vi, chúng đã trở thành trụ cột của du lịch cá voi trên khắp thế giới. Hawaii đã sử dụng khái niệm " du lịch sinh thái " để thu lợi từ các loài mà không giết chúng. Doanh nghiệp này mang lại doanh thu 20 triệu đô la mỗi năm cho nền kinh tế của bang.

### Những cá nhân đáng chú ý

#### Cá voi Tay
Giáo sư John Struthers sắp mổ xẻ Cá voi Tay, Dundee, do George Washington Wilson chụp năm 1884
Vào tháng 12 năm 1883, một con đực lưng gù bơi lên Firth of Tay ở Scotland, qua nơi sau đó là cảng săn cá voi Dundee. Bị phá hoại trong một cuộc săn lùng thất bại, nó được tìm thấy đã chết ở Stonehaven một tuần sau đó. Thân thịt của nó đã được một doanh nhân địa phương, John Woods, trưng bày trước công chúng, cả ở địa phương và sau đó là một cuộc triển lãm lưu diễn tới Edinburgh và London. Con cá voi được giải phẫu bởi Giáo sư John Struthers, người đã viết bảy bài báo về giải phẫu của nó và một chuyên khảo năm 1889 về lưng gù.

#### Migaloo
"Migaloo" chuyển hướng đến đây. Đối với chiến dịch chống săn bắt cá voi của Hiệp hội Bảo tồn Sea Shepherd, hãy xem Chiến dịch Migaloo.
Xem thêm: Ngắm cá voi ở Úc
Có thể Migaloo đã nhìn ra Công viên Quốc gia Hoàng gia
Một con cá voi lưng gù bạch tạng di chuyển ngược xuôi trên bờ biển phía đông Australia đã trở nên nổi tiếng trên các phương tiện truyền thông địa phương vì vẻ ngoài hiếm có, toàn màu trắng của nó. Migaloo là mẫu vật duy nhất được biết đến ở Úc toàn màu trắng  và là một người bạch tạng thực sự.  Được nhìn thấy lần đầu tiên vào năm 1991, con cá voi này được đặt tên theo một từ bản địa của Úc có nghĩa là "chó trắng". Để ngăn những người ngắm cảnh đến gần một cách nguy hiểm, chính quyền Queensland đã ban hành một khu vực cấm 500 m (1600 ft) xung quanh anh ta.

#### Humphrey
Năm 1985, Humphrey bơi vào Vịnh San Francisco rồi ngược sông Sacramento về phía Rio Vista.  Năm năm sau, Humphrey quay trở lại và mắc kẹt trên một bãi bồi ở Vịnh San Francisco ngay phía bắc của Sierra Point bên dưới tầm nhìn của những người xem từ các tầng trên của Tòa nhà Dakin. Anh ta đã hai lần được cứu bởi Trung tâm Động vật có vú biển và các nhóm liên quan khác ở California.  Anh ta được kéo ra khỏi bãi bồi với một lưới chở hàng lớn và sự giúp đỡ của Lực lượng Bảo vệ Bờ biển Hoa Kỳ. Cả hai lần, anh đều được dẫn đường trở lại Thái Bình Dương thành công bằng cách sử dụng "lưới âm thanh" trong đó những người trong một đội thuyền tạo ra tiếng động khó chịu phía sau cá voi bằng cách đập vào ống thép, một kỹ thuật đánh cá của Nhật Bản được gọi là oikami. Cùng lúc đó, những âm thanh hấp dẫn của cá voi lưng gù chuẩn bị kiếm ăn được phát ra từ một chiếc thuyền hướng ra biển khơi.  Ông được nhìn thấy lần cuối ở vùng lân cận của Quần đảo Farallon vào năm 1991.

### Phương tiện
Xem thêm: Danh sách cách phát âm của cá voi
Các bài phân tích về các bài hát của cá voi trong những năm 1960 đã thu hút sự quan tâm của giới truyền thông trên toàn thế giới và thuyết phục công chúng rằng cá voi rất thông minh, hỗ trợ những người ủng hộ việc đánh cá

## Trạng thái

### Đe doạ
Một con gù chết trôi dạt vào gần Big Sur, California
Trong khi nạn săn bắt cá voi không còn đe dọa các loài này, các cá thể dễ bị va chạm với tàu, vướng vào ngư cụ và ô nhiễm tiếng ồn.  Giống như các loài giáp xác khác, cá lưng gù có thể bị thương do tiếng ồn quá mức. Vào thế kỷ 19, hai con cá voi lưng gù được phát hiện đã chết gần các địa điểm bị nổ mìn dưới đáy đại dương lặp đi lặp lại, với chấn thương do chấn thương và gãy xương ở tai.
Saxitoxin, một chất độc có vỏ gây tê liệt từ cá thu bị nhiễm độc, có liên quan đến cái chết của cá voi lưng gù.
Các nhà nghiên cứu cá voi dọc theo Bờ biển Đại Tây Dương báo cáo rằng đã có nhiều cá voi mắc cạn với dấu hiệu bị tàu thuyền đâm và vướng ngư cụ trong những năm gần đây hơn bao giờ hết. Các NOAA ghi 88 bị mắc kẹt cá voi lưng gù giữa tháng 1 năm 2016 và tháng hai năm 2019. Đây được hơn gấp đôi so với số lượng cá voi bị mắc kẹt giữa năm 2013 và năm 2016. Do sự gia tăng con cá voi bị mắc kẹt NOAA tuyên bố một sự kiện tử vong bất thường vào tháng Tư năm 2017. Tuyên bố này vẫn đứng. Điều phối viên ứng phó với nạn mắc cạn của thủy cung Virginia Beach, Alexander Costidis cho biết kết luận là hai nguyên nhân gây ra các hiện tượng tử vong bất thường này là sự tương tác và vướng mắc của các tàu.

### Bảo tồn
Cá voi lưng gù trong Công viên Tự nhiên Quốc gia Uramba Bahía Málaga của Colombia, một địa điểm ưa thích để cá voi sinh con, khiến nó trở thành một địa điểm du lịch [ 
Dân số trên toàn thế giới ít nhất là 80.000 con, với 18.000–20.000 con ở Bắc Thái Bình Dương,  khoảng 12.000 con ở Bắc Đại Tây Dương  và hơn 50.000 con ở Nam bán cầu,  giảm so với dân số 125.000 con trước khi săn cá voi.
Các NOAA cam kết bảo vệ và khôi phục con cá voi lưng gù. NOAA ban hành các hạn chế tốc độ tàu nhằm bảo vệ loài cá voi phải Bắc Đại Tây Dương đang bị đe dọa và nhiều loài cá voi khác. Chúng phản ứng với những con cá voi chết, bị thương hoặc bị vướng. Họ cũng giáo dục những người quan sát cá voi, khách du lịch và người điều hành tàu về việc xem cá voi lưng gù có trách nhiệm. NOAA làm việc để phát triển các phương pháp để giảm bớt sự đình công của tàu và giảm nguy cơ vướng vào ngư cụ. Công việc của NOAA sẽ giúp giảm số lượng cá voi lưng gù tử vong.

#### Ít quan tâm nhất
Vào tháng 8 năm 2008, IUCN đã thay đổi tình trạng của cá lưng gù từ Dễ bị tổn thương sang Ít phải lo ngại, mặc dù hai quần thể con vẫn còn nguy cấp.  Hoa Kỳ đang xem xét việc liệt kê các quần thể lưng gù riêng biệt, vì vậy các nhóm nhỏ hơn, chẳng hạn như lưng gù Bắc Thái Bình Dương, ước tính lên tới 18.000–20.000 con, có thể bị hủy niêm yết. Này được thực hiện khó khăn bởi sự di cư của cá voi lưng gù, có thể mở rộng 5157 dặm (8299 km) từ Nam Cực đến Costa Rica.  Ở Costa Rica, Công viên Quốc gia Hải dương Ballena được thiết kế để bảo vệ lưng gù.
Các khu vực mà dữ liệu dân số bị hạn chế và các loài có thể có nguy cơ cao hơn bao gồm Biển Ả Rập, Tây Bắc Thái Bình Dương, bờ biển phía Tây của Châu Phi và một phần của Châu Đại Dương.
Loài này được xếp vào danh sách dễ bị tổn thương vào năm 1996 và có nguy cơ tuyệt chủng gần đây vào năm 1988. Hầu hết các loài được giám sát đã phục hồi kể từ khi kết thúc đánh bắt cá voi thương mại.  Ở Bắc Đại Tây Dương, đàn bò được cho là đang tiến gần đến mức săn mồi trước. Tuy nhiên, loài này được coi là có nguy cơ tuyệt chủng ở một số quốc gia, bao gồm cả Hoa Kỳ.

#### Hoa Kỳ
Một phân tích năm 2008 của Bộ Thương mại Hoa Kỳ (SPLASH) lưu ý rằng nhiều thách thức đối với việc xác định tình trạng phục hồi bao gồm việc thiếu các ước tính dân số chính xác, sự phức tạp bất ngờ của cấu trúc dân số và sự di cư của họ. Báo cáo dựa trên dữ liệu thu thập từ năm 2004 đến năm 2006. Vào thời điểm đó, dân số Bắc Thái Bình Dương là khoảng 18.302 người.  Ước tính này phù hợp với tốc độ phục hồi vừa phải đối với một dân số đang suy kiệt, mặc dù nó được coi là "sự gia tăng đáng kể về sự phong phú" so với các ước tính khác sau những năm 1960. Để so sánh, Calambokidis et al. ước tính 9,819,  bao gồm 1991–1993. Điều này thể hiện sự gia tăng dân số hàng năm 4% từ năm 1993 đến năm 2006. Khu bảo tồn được cung cấp bởi các công viên quốc gia Hoa Kỳ, chẳng hạn như Vườn quốc gia và Khu bảo tồn Vịnh Glacier và Bờ biển Quốc gia Cape Hatteras, đã trở thành những nhân tố chính trong việc phục hồi dân số.

#### Canada
Ngoài khơi bờ biển phía tây Canada, Khu bảo tồn Biển Quốc gia Gwaii Haanas có diện tích 3.400 km vuông (1.300 sq mi). Đây là "một môi trường kiếm ăn chính" của dân cư Bắc Thái Bình Dương. Môi trường sống quan trọng của chúng trùng lặp với các tuyến đường vận chuyển bằng tàu chở dầu giữa Canada và các đối tác thương mại phía đông.  Năm 2005, quần thể Bắc Thái Bình Dương bị liệt vào danh sách bị đe dọa theo Đạo luật về Các loài có nguy cơ (SARA) của Canada. Vào ngày 19 tháng 4 năm 2014, Bộ Môi trường đã khuyến nghị một sửa đổi đối với SARA để hạ cấp tình trạng của chúng ngoài khơi bờ biển Thái Bình Dương từ "bị đe dọa" xuống "các loài cần quan tâm đặc biệt".  Theo Ủy ban về tình trạng động vật hoang dã nguy cấp ở Canada(COSEWIC), dân số lưng gù Bắc Thái Bình Dương tăng khoảng 4% hàng năm từ năm 1992 đến năm 2008. Mặc dù các chi phí và lợi ích kinh tế xã hội đã được cân nhắc trong quyết định nâng cấp tình trạng của họ, theo giám đốc nghiên cứu của Hiệp hội nghiên cứu động vật có vú ở Đại học British Columbia, quyết định dựa trên sinh học, không phải chính trị.